# Системен администратор
Системен администратор е човек, който е нает в организация или компания, за да поддържа и работи с компютърна система или мрежа. Системните администратори може да са част от отдела за информационни технологии, електроника или комуникации.
Задълженията на системния администратор са широки и варират от една организация до друга. Системните адмнистратори обикновено се занимават с инсталирането, консултативната помощ и поддръжката на сървъри и други компютърни системи, също за планирането в тази област, както и за прекъсвания на услугата и други проблеми. Други задължения може да включват скриптиране и незначително програмиране, също управление на проекти, свързани със системите, наблюдение и обучение на компютърни оператори, консултиране за компютърни проблеми, които не могат да бъдат решени и са извън знанието на екипите от техническа помощ. За да извършва всичко това, системният администратор трябва да може да демонстрира комбинация от технически умения, съчетание от концентрация, уравновесеност и добри комуникационни умения, както и да притежава чувство за отговорност.
Съвременните изисквания за системни адмнистратори изискват познания и умения в автоматизираното инсталиране (provisioning), наблюдението и поддръжката на група от компютърни системи и услуги. Примерни продукти от света на отворения код са Ansible, Chef, Puppet.

## Сходни области
Много колективи на организации и различни работни места са свързани със системната администрация. В по-голяма компания те могат да бъдат всички отделни позиции в рамките на една компютърна поддръжка или отдел „Информационно обслужване“ (Information Services). В по-малка група може да има няколко сисадмина, или само един-единствен човек.
- Администратор на база данни – поддържа система за база данни и е отговорен за целостта на данните и на ефикасността и ефективността на системата.
- Мрежов администратор – поддържа мрежовата инфраструктура като суич и маршрутизатор, както и диагностицира проблеми с тях или с поведението на мрежово-свързаните компютри.
- Администратор по сигурността – специалист в областта на компютърната и мрежова сигурност, включително управлението на устройства за сигурност като защитни стени, освен това дава консултации по общи мерки за сигурност.
- Уеб администратор – поддържа уеб сървър услуги (като Apache или IIS), които дават възможност за вътрешен или външен достъп до уеб сайтове. Задачите му включват управление на множество сайтове, администриране на сигурността и конфигуриране на необходимите компоненти и софтуер.
- Компютърен оператор – изпълнява рутинна поддръжка и ремонт като например промяна на резервните записи или подмяна на неработещите драйвери. Такива задачи обикновено изискват физическо присъствие в стаята с компютъра, а същевременно по-малко обучените от сисадмина може да се нуждаят от подобно ниво на доверие, тъй като операторът има достъп до потенциално чувствителни данни.
- Постмастър администратор – поддържа пощенски сървър. Почти всеки домейн трябва да има постмастър, който обработва грешките.
- Администратор - склад – може да създава, разпорежда, да добавя или премахва съхранение за или от компютърни системи. Съхранението може да бъде прикачено локално в системата или от мрежа за съхранение на данни (Storage area network – SAN) или за мрежово свързана памет (network-attached storage – NAS). Администраторът може да създаде файлови системи от новосъздаденото съхранение.

В някои организации човек може да започне като член на техническата поддръжка или компютърен оператор, след което да натрупа опит по време на работа и да бъде повишен в длъжност администратор.

## Обучения
Има много пътеки, по които човек може да мине, за да стане системен администратор. Много системни администратори имат квалификации в сфери като: компютърни науки, информационни технологии, електронно инженерство, компютърно инженерство, информационни системи и други. На всичкото отгоре, в днешно време някои компании изискват сертификати от сферата на информационните технологии. Други училища имат разклонения на тяхната програма, специално за системни администратори.
Някои университети са започнали да предлагат бакалавърски степени по системна администрация. Първият, Rochester Institute of Technology, започва през 1992. Други, като Rensselaer Polytechnic Institute, University of New Hampshire, Marist College и Drexel University, предлагат степени в информационните технологии отскоро. Symbiosis Institute of Computer Studies and Research (SICSR) в Пуна, Индия предлага магистърска степен по компютърни приложения със специализация в системната администрация. The University of South Carolina предлага интегрирана бакалавърска степен със специализация в поддръжка на Майкрософт продукти.
Няколко северноамерикански университета, включително Rochester Institute of Technology, Tufts, Michigan Tech и Florida State University, имат магистърски програми в системната администрация. В Норвегия има специална магистърска програма, преподавана на англиийски език, организирана от Oslo University College в сътрудничество с Oslo University, наименована „Магистърска степен по мрежова и системна администрация“. Налице е също така „Бакалавърска степен по мрежова и системна администрация“, предлагана от Gjøvik University College. University of Amsterdam (UvA) предлага подобна програма със сътрудничеството на Hogeschool van Amsterdam (HvA), наименована „Магистър системно и мрежово инженерство“. Въпреки това много други учебни заведения предлагат подобни магистърски степени в области като мрежови системи и компютърна сигурност.
Една от основните трудности с преподаването на системната администрация като формална университетска дисциплина е това, че индустрията и технологиите се променят много по-бързо, отколкото времето, нужно за издаването на учебник и изготвянето на самия курс. Самите одобрения и нужните комитети, през които трябва да се мине, за да се издаде учебникът, отнемат години, през които специфичната технология, за която се пише в него, може да са се е променила значително или да е остаряла.
В допълнение заради практическото естество на системната администрация и лесният достъп на сървър софтуер с отворен код много системни администратори започват самоуки.
Като цяло, бъдещият служител ще трябва да има някакъв опит с компютърните системи, които се очаква да управлява. В някои случаи се очаква от кандидатите да притежават сертификати като Microsoft MCSA, MCSE, MCITP, Red Hat RHCE, Novell CNA, CNE, Cisco CCNA or CompTIA's A+ or Network+, Sun Certified SCNA, Linux Professional Institute, Linux Foundation Certified Engineer or Linux Foundation Certified System Administrator и други.
Понякога, почти единствено в малки обекти, ролята на системен администратор може да се дава на опитен потребител в допълнение или в замяна на неговите задължения.

## Умения
Предметът на системната администрация включва компютърни системи и начините хората да ги използват в дадена организация. Това е свързано с познаване на операционна система и компютърна програма, както и хардуер и софтуер за отстраняване на неизправности, но и знания за целите, за които хората в организацията да използват компютрите.
Може би най-важното умение за системен администратор е решаването на проблеми – често при различни видове ограничения и стрес. Системният администратор е на повикване, когато компютърната система се развали или е в неизправност, и той трябва да бъде в състояние бързо да се реагира и правилно да се диагностицира какво не е наред и как най-добре да го се оправи.
Те също така трябва да могат да работят в екип и да имат добри комуникативни умения; както и да може да инсталира и конфигурира хардуер и софтуер.
Системните администратори не са софтуерни инженери или софтуерни разработчици. Обикновено към задълженията им не се включва изработката или писането на ново софтуерно приложение. Въпреки това системните администратори трябва да разберат поведението на софтуера, за да го разположат и да отстранят проблеми, и като цяло, да знаят няколко езика за програмиране и да използват скриптов език или автоматизиране на рутинни задачи.
Особено когато се занимават с интернет или критични за бизнеса системи, системните администратори трябва да имат силен контрол над компютърната сигурност. Това включва не само внедряването на софтуерни пачове, но и предотвратяването на нахлувания с взлом и други проблеми на сигурността с превантивни мерки. В някои организации администрацията на компютърната сигурност е отделна и друг човек е отговорен за цялостната сигурност и поддържането на защитна стена и система за откриване на прониквания, но всички системни администратори обикновено са отговорни за сигурността на компютърните системи.

## Задължения
Задълженията на системния администратор може да включват:
- Анализиране на системните журнални файлове и идентифициране на потенциални проблеми с компютърните системи.
- Въвеждане и интегриране на нови технологии в среда със съществуващи центрове за данни.
- Извършване на рутинна проверка на системата и софтуера.
- Актуализиране на операционната система, обновяване и промяна в конфигурацията ѝ.
- Инсталиране и конфигуриране на нов хардуер и софтуер.
- Добавяне, премахване или обновяване на информацията на потребителя, възстановяване на пароли и др.
- Отговаряне на технически въпроси и помагане на потребителите.
- Отговорност за сигурност.
- Отговорност за документиране на конфигурацията на системата.
- Отстраняване на всички докладвани проблеми.
- Настройка на системата.
- Гарантиране функционалността на мрежовата инфраструктура.
- Конфигуриране, добавяне и изтриване на файлови системи.

В по-големите организации някои от задачите по-горе могат да бъдат разпределени между различните системни администратори или членове на различни организационни групи. Примерно един или няколко души може да поддържат всички системни обновявания, екип по осигуряване на качеството може да извърши проверка и валидиране, а един или повече технически писатели могат да бъдат отговорни за цялата техническа документация, написана за една компания. Системните администратори в по-големите организации не са склонни да бъдат системни архитекти, системни инженери или системни дизайнери.
В по-малките организации системният администратор може да играе ролята на техническа поддръжка, администратор на база данни, мрежов администратор, администратор на склад или анализатор на апликации.